# 户部侍郎
戶部侍郎，約當於今日的財政部次長，雅稱小司徒、貳地官。「戶部」乃六部（吏部即考試院及人事行政局、戶部即財政部、禮部即外交部及教育部、兵部即國防部、刑部即法院及法務部、工部即交通部）之一，即今之財政部。「侍郎」，相當於今日的副部長、次長。尚書是部長。
一般而言，户部尚書主要掌全國户口、賦役方面的政令，而侍郎則掌管稽核版籍、賦役徵收征等會計、統計工作。 

## 历代

### 唐朝
高祖
独孤义顺
太宗
赵义纲
封元素
孙伏伽
崔仁师
高履行
卢承庆
高宗
张文琮
韦琨
张大象
魏满行
寇宏
杜正伦
源愔
张山寿
柳子房
崔义起
高审行
武后
宗楚客
傅元淑
武攸宁
狄仁杰
李元素
段嗣元
姜柔远
张知泰
纪处讷
杨温玉
尹思贞
裴忱
中宗
薛季昶
韦太真
裴忱
徐坚
于经野
睿宗
和逢尧
玄宗
和逢尧
刘知柔
李杰（盐运）
王志愔
源乾曜
马怀素
王怡
崔皎
倪若水
杨滔
源光裕
强循
吕太一
徐知仁
楊瑒
白知慎
宇文融
李元紘
苏晋
裴耀卿
宋遥
张敬舆
席豫
裴宽
源光誉
裴思义
萧炅
宋温瑾
韦济
李元祐
罗文信
张均
宋遥
郭虚己
韦坚
王翼
杨慎矜
王鉷
杨国忠
李暐
韦镒
杨暄
蒋洌
颜真卿
肃宗
李麟
李揖
崔器
第五琦
苏震
李峄
吕諲
刘晏
元载
裴遵庆
杜鸿渐
李辅国
穆宁
代宗
刘晏
第五琦
颜真卿
穆宁
裴冕
路嗣恭
王翊
于颀
崔涣
元载
阎伯玙
赵纵
韩滉
德宗
刘晏
韩滉
萧定
韩洄
杜佑
包佶
赵赞
崔纵
裴腆
元琇
陆渭
吉中孚
齐抗
班宏
李竦
元友直
窦参
窦觎
卢徵
张滂
顾少连
裴延龄
李衡
王纬
苏弁
王纯
李若初
于䪹
裴从质
李錡
潘孟阳
顺宗
王叔文
王纯
李錡
权德舆
潘孟阳
杜佑
李巽
宪宗
潘孟阳
武元衡
杜佑
李巽
权德舆
郑元
杨於陵
王播
裴垍
裴均
张弘靖
李夷简
卫次公
李元素
李鄘
卢坦
李绛
王绍
李逊
崔群
皇甫镈
程异
孟简
柳公绰
穆宗
杨於陵
杜元颖
崔倰
柳公绰
王播
牛僧孺
张平叔
窦易直
李绅
敬宗
窦易直
李绅
王播
韦顗
王涯
崔元略
于敖
胡证
裴度
文宗
王播
崔元略
于敖
裴度
韦表微
杨嗣复
王涯
王源中
王起
庾敬休
宇文鼎
许康佐
李汉
李翱
李石
李珏
杨汝士
王璠
令狐楚
归融
李固言
王彦威
杜悰
崔龟从
崔蠡
崔珙
武宗
崔蠡
丁居晦
崔珙
卢钧
李让夷
李绅
卢商
白敏中
杜悰
崔铉
李回
郑朗
薛元赏
宣宗
卢钧
韦琮
郑朗
卢简辞
卢商
薛元赏
薛元式
李执方
卢弘正
周墀
马植
李珏
魏扶
崔龟从
孙瑴
柳仲郢
崔璪
令狐绹
高铢
敬晦
裴休
魏谟
徐商
席豫
韦悫
杨汉公
崔玙
萧邺
苏涤
萧寘
韦有翼
郑颢
崔慎由
蒋伸
夏侯孜
刘瑑
杜胜
沈询
李潘
冯图
李讷
杜审权
懿宗
杜审权
苗恪
韦澳
畢諴
杜悰
孔温裕
张毅夫
李福
曹确
徐商
李蠙
路岩
杨知温
裴寅
李当
萧寘
刘邺
侯备
于琮
蕭倣
王铎
王讽
独孤霖
崔彦昭
郑言
刘瞻
郑畋
卢深
牛蔚
张裼
崔充
赵隐
韦保乂
高湜
僖宗
蕭倣
刘承雍
韦保乂
曹汾
卢携
王凝
崔彦昭
崔荛
孔纬
裴坦
高骈
李都
王徽
豆卢瑑
崔沆
杨岩
裴澈
萧遘
韦昭度
王铎
杨授
郑绍业
周宝
张祎
西门思恭
崔凝
韦庾
杜让能
郑昌图
秦韬玉
张濬
杨知至
刘崇望
昭宗
刘崇望
杜让能
孔纬
张濬
卢知猷
刘崇龟
司空图
徐彦若
崔昭纬
崔汪
李磎
崔涓
郑凝绩
郑延昌
王抟
杜弘徽
崔胤
陆扆
赵光逢
陆希声
李知柔
孙偓
崔远
朱朴
杨钜
吴融
裴枢
卢光启
韦贻范
韩偓
薛贻矩
张文蔚
柳璨
韦郊
杨注
独孤损
昭宣帝
柳璨
杨涉
杨注
姚洎
独孤损
张文蔚
裴枢
崔就
朱全忠